# 清镇高速公路

清镇高速公路是中国贵州省境内的一条高速公路，为中国国家高速公路网横线沪昆高速的路段之一，编号：G60。起于贵阳市西面25公里处的清镇市庙儿山，经红枫湖、夏云、平坝、天龙、两所屯、安顺、幺铺，终点位于镇宁县北的河上庄，与镇宁至胜境关高速公路相接。全长90公里，全线采用四车道高速公路标准，设计行车速度120公里/小时，路基宽度28米，桥涵与路基同宽，设计荷载汽车－超20，挂车－120，沥青混凝土路面。全线共有大桥13座5160延米，隧道3座770延米，涵洞103道，人行天桥13座，分离式立交16处，互通式立交7处，开挖路基土石方1042万立方米。项目概算投资31.25亿元，2002年6月开工，2004年建成通车。